# Артыкова, Фарахат
Фарахат Артыкова — советский хозяйственный, государственный и политический деятель, Герой Социалистического Труда.

## Биография
Родилась в 1918 году в нынешнем Хатырчинском районе. Член КПСС с 1948 года.
С 1932 года — на хозяйственной, общественной и политической работе. В 1932—1974 гг. — колхозница, звеньевая, бригадир колхоза имени Карла Маркса Хатырчинского района Самаркандской области, председатель колхоза имени Чкалова, председатель колхоза «Коммунизм», секретарь парткома колхоза имени Кирова, бригадир хлопководческой бригады колхоза имени Чкалова Хатырчинского района Самаркандской области.
Указом Президиума Верховного Совета СССР от 14 декабря 1972 года присвоено звание Героя Социалистического Труда с вручением ордена Ленина и золотой медали «Серп и Молот».
Избиралась депутатом Верховного Совета Узбекской ССР 2-го созыва.
Умерла в Хатырчинском районе в 1974 году.